# Tiga au bout du fil
Tiga au bout du fil es una película del año 2004.

## Sinopsis
Tiga es el vigilante de una casa en un barrio elegante en Uagadugú. Un día, su jefe olvida su móvil cuando se va…